# Leptothorax submuticus
Leptothorax submuticus är en myrart som beskrevs av Carlo Emery 1915. Leptothorax submuticus ingår i släktet smalmyror, och familjen myror. Inga underarter finns listade i Catalogue of Life.